# ORP Gniezno
ORP Gniezno (822) – polski okręt transportowo-minowy typu Lublin. Przeznaczony do załadunku z nieuzbrojonego brzegu, transportu morskiego a także wyładowania w warunkach bojowych na nieuzbrojonym brzegu – pływającej i niepływającej techniki wojskowej (16 samochodów ciężarowych lub 9 czołgów pływających) i 135 żołnierzy desantu morskiego z pełnym wyposażeniem. Może również transportować i stawiać miny, dzięki możliwości szybkiego montażu torów minowych.

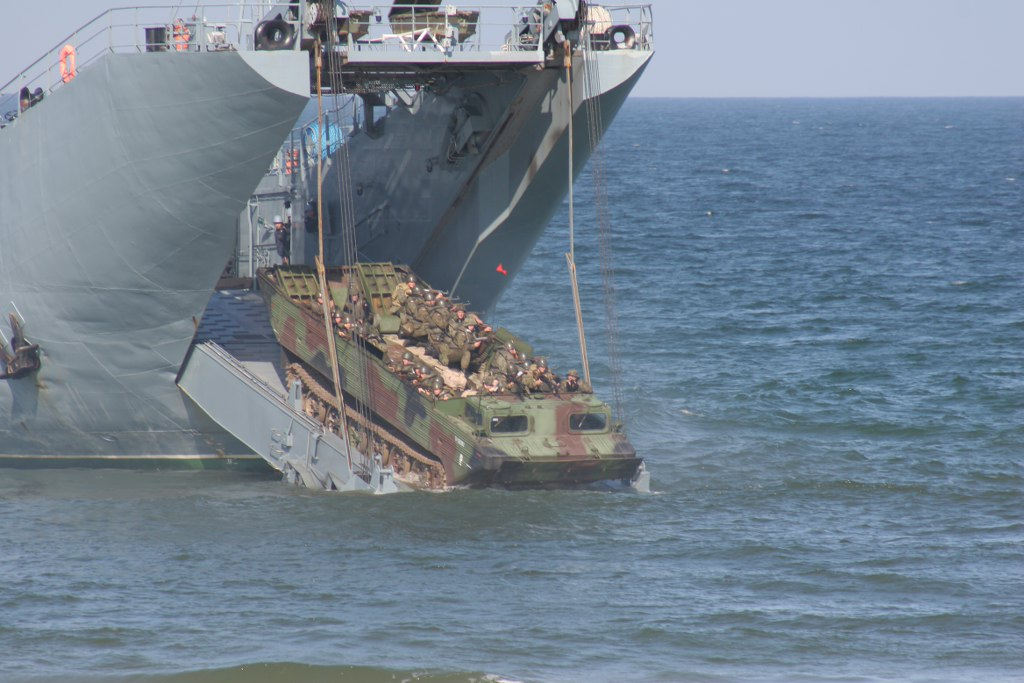
Desant PTS podczas ćwiczeń Anakonda 2008

Okręt wchodzi w skład 2 Dywizjonu Okrętów Transportowo-Minowych w Świnoujściu, należącym do 8. Flotylli Obrony Wybrzeża. Okręt wybudowano w 1990 roku Stoczni Północnej w Gdańsku, a pierwsze podniesienie bandery odbyło się 23 lutego 1990 roku. Matką chrzestną okrętu została Halina Ostrzycka. Okręt brał udział w wielu krajowych ćwiczeniach, odwiedził porty w Niemczech, Danii i Norwegii. 
Załoga składa się z 51 osób, w tym 5 oficerów. Głównymi zadaniami okrętu jest stawianie obronnych zagród minowych oraz transport drogą morską wojsk i techniki desantu. Od października 2019 r. dowódcą okrętu jest kmdr ppor. Przemysław Lizik.
W latach 2017 oraz 2019 okręt brał udział w międzynarodowych manewrach Baltops, przeprowadzając w dniu 14 czerwca 2017 desant na plaży w Ustce. W manewrach w czerwcu 2019 okręt uszkodził o brzeg u wybrzeży Litwy poszycie kadłuba w części dennej.

## Ładunek
Okręt może przewozić 9 czołgów typu T-72 lub 17 samochodów t. Star 660 lub 50 do 134 min zależnie od ich typu, a dodatkowo okręt może pomieścić 90 osób desantu.

## Uzbrojenie
4 podwójnie sprzężone (czyli dwulufowe) armaty przeciwlotnicze kalibru 23 mm ZU-23-2M Wróbel wymienione na ZU-23-2MR Wróbel II plus dwie rakiety przeciwlotnicze t. „Strzała 2M" na armatę. Oprócz min okręt może też zabrać 9 wyrzutni ładunków wydłużonych dużych (ŁWD), rozmieszczanych na dziobie okrętu, służących do wykonywania przejść w zagrodach minowych i inżynieryjnych. Odbywa się to za pomocą wystrzeliwanego lontu wybuchowego, który eksplodując po wpadnięciu do wody na całej swej długości ok. 200 m niszczy postawione na płytkiej wodzie przeciw okrętom desantowym miny lub przeszkody z betonu, drutu kolczastego itp., uniemożliwiające wysadzenie desantu. W posiadaniu jest także okrętowy zestaw zakłóceń pasywnych, służący do zwalczania rakiet.

## Dane
Na obszarze okrętu znajduje się siedem pokładów – dno, międzypokład (tu są rozmieszczone pomieszczenia mieszkalne załogi i desantu, pomieszczenia kuchenne, siłownie), pokład główny z ładownią, pokład otwarty, pokład oficerski (pomieszczenia oficerów i kabina radiowa), pokład nawigacyjny (główne stanowisko dowodzenia- tzw. "mostek", kabina nawigacyjna), pokład sygnałowy – tu na morzu pracują obserwatorzy i sygnaliści. Dowódca okrętu posiada jednoosobową kabinę z sypialnią, pozostali oficerowie dwie kabiny dwuosobowe, chorążowie i podoficerowie kabiny mieszczące od dwóch do czterech osób, marynarze kabiny sześcio- i ośmioosobowe.